# Entoloma ollare
Entoloma ollare är en svampart som tillhör divisionen basidiesvampar, och som beskrevs av Erhard Ludwig och Rödig. Entoloma ollare ingår i släktet Entoloma, och familjen Entolomataceae. Arten är reproducerande i Sverige.